# ادوارد شارپ اند ده مگنتیک زیروز
ادوارد شارپ اند ده مگنتیک زیروز (انگلیسی: Edward Sharpe and the Magnetic Zeros) گروه فولک راک تشکیل شده در لس آنجلس، کالیفرنیا در ۲۰۰۷ است. این گروه را خواننده رهبر آن آلکس ایبرت رهبری می‌کند. نام گروه بر اساس داستانی است که ایبرت در جوانی دربارهٔ یک شخصیت موعودباورانه به نام ادوارد شارپ است. تصویر و صدای گروه که از روتس راک، فولک راک، موسیقی گاسپل، و موسیقی سایکدلیک نشات می‌گیرد، به یادآور جنبش هیپی دهه‌های ۶۰ و ۷۰ است.